# Conde de Vialonga
Conde de Vialonga é um título nobiliárquico criado por D. Carlos I de Portugal, por Carta de 21 de Abril de 1903, em favor de João de Benjamim Pinto, Oficial-Mor da Casa Real, Moço-Fidalgo com Exercício no Paço, Veador de S.M. a rainha Dona Maria Pia. 
O título foi-lhe confirmado igualmente por Vítor Emanuel III Rei de Itália em 1911, quando se encontrava já no exílio, onde acompanhou fielmente a Rainha D. Maria Pia de Saboia- tia de Victor Emanuel III -  e o Infante D. Afonso de Bragança, Duque do Porto, após a implantação da Republica.
Titulares
1. João de Benjamim Pinto, 1.º Conde de Vialonga;
2. Gastão de Benjamim Pinto, 2.º Conde de Vialonga;
3. Luis Botelho de Moraes Sarmento Pinto-Gonçalves, 3.º Conde de Vialonga (por sentença executiva proferida em 17 de Junho de 2019, pelo Tribunal da Relação de Bolonha, confirmada pelo Tribunal da Relação de Lisboa), bisneto do 1º Conde.